# Min oldefars historier
Min oldefars historier er en dansk tv-serie i otte afsnit fra 2016 med instruktion og manuskript af Tone Mygind Rostbøll. Serien er for mindre børn og blev sendt på DR Ramasjang fra 7. marts 2016. I 2017 blev den fulgt op af Min mosters historier.
Min oldefars historier handler om den 5-årige dreng Theodor, der er flyttet ind hos sin oldefar, der bor på en norsk fjeldtop. Oldefar fortæller røverhistorier om sine oplevelser med barndomsvennen Tykke, og det inspirerer Theodor til egne aktiviteter og små eventyr.
Theodor spilles af Theodor Rostbøll Goldbach, mens Oldefar spilles af hans virkelige oldefar, den da 90-årige Erik Rostbøll. Tone Mygind Rostbøll, der har skrevet og instrueret serien, er Theodors mor og Erik Rostbølls barnebarn. DR Ramasjangs redaktør Pelle Møller udtalte om serien: "Med serien vil vi gerne sætte fokus på mødet mellem generationer og den fælles oplevelse og glæde, der kan opstå i dette." Fortællingerne blev efterfølgende udgivet i bogform med tekst af Tone Mygind Rostbøll og illustrationer af Peter Bay Alexandersen i 2018.
I 2017 blev der lavet en tysk remake, Felix Macht Ferien, i 8 afsnit. Her holder drengen Felix, spillet af Piet Eckert, ferie på landet hos sin bedstefar Karl, der spilles af Peter Rauch. Den tyske serie blev indspillet i Thüringen og produceret af Kinderfilm for ARD og ZDF's børnekanal KiKA.

## Afsnit
| Nr. | Titel            | Første sendedag |
| --- | ---------------- | --------------- |
| 1 | "Bjørnen"        |                 |
| Theodor leger bjørn og spørger Oldefar, om han nogensinde har mødt en rigtig bjørn. Oldefar fortæller ”Tykke-historien” om, hvordan han som dreng mødte en rigtig bjørn sammen med sin legekammerat Tykke, da han var oppe i skoven og plukke blåbær. Theodor vil også gerne møde en rigtig bjørn. Han våger sig op i skoven på egen hånd og leder efter bjørnespor. Han finder blåbær, store fodspor og kradsemærker på træerne. Theodor synes helt bestemt, at han får øje på en rigtig bjørn. Han flygter og klatrer op i et træ – men nu er gode råd dyre. Heldigvis finder Oldefar ham og hjælper ham ned. De afslutter dagen med varm chokolade, som smager ekstra godt, når man har været på strabadserende bjørnejagt. |                  |                 |
| 2 | "Piratskibet"    |                 |
| Theodor ser, at Oldefar hejser det norske flag i flagstangen. Han synes, at det ville være sejere med et piratflag. Oldefar fortæller ”Tykke-historien” om, hvordan ham og Tykke engang byggede et rigtigt piratskib på hans forældres græsplæne ud af brædder og en gammel stige, fordi de ikke måtte sejle ud på det rigtige hav – og hvordan de hejste hans fars lommetørklæde op i masten som sørøverflag. Theodor bygger et piratskib næsten magen til ude på Oldefars græsplæne. Han bruger en gammel spinderok som ror og en af Oldefars skjorter som sørøverflag. Men det er ikke nemt at hejse flaget alene. Oldefar kommer ud og ser det flotte skib – og han er heldigvis slet ikke vred over det med skjorten. Ved fælles hjælp får de hejst sørøverflaget og leger, at de sejler ud på de syv verdenshave som ægte pirater.                                                                                                  |                  |                 |
| 3 | "Fisketuren"     |                 |
| Theodor og Oldefar tager ned til søen for at fiske. Oldefar fortæller ”Tykke-historien” om, hvordan ham og Tykke engang fangede en fisk, fordi de puttede lakridspiber på krogen. Theodor vil også fange en fisk; men han må ikke selv putte madding på, fordi krogen er så skarp, og lakridspiberne må først spises, når de har fanget en fisk. Men da Oldefar tager sig en lille lur, kan Theodor ikke dy sig. Han nupper en lakridspibe og sætter den helt selv på krogen – og det virker! Ikke længe efter er der bid. Theodor råber på Oldefar, som vågner og kommer hen og hjælper. Sammen får de halet fangsten i land – og det er en stor fisk! Theodor og Oldefar fejrer dagens fangst med en lakridspibe hver. |                  |                 |
| 4 | "Sæbekassebilen" |                 |
| Theodor bygger en bil i Lego og leger med den, mens han venter på, at Oldefar bliver klar til at fortælle dagens ”Tykke-historie”. Lego-bilen minder Oldefar om en bil, som Tykke engang byggede. Oldefar fortæller ”Tykke-historien” om, hvordan ham og Tykke mødte hinanden og blev venner, dengang da Tykke kom kørende i en flot, hjemmebygget sæbekassebil, som Oldefar gerne ville være medejer af. Theodor lytter spændt, indtil han får en idé. Theodor bygger sin helt egen sæbekassebil – inspireret af Oldefar og Tykkes. Men han mangler et rat. Heldigvis har Oldefar et rat i sine gemmer, og han hjælper Theodor med at sætte rattet på. Og så er de klar! Oldefar skubber Theodor af sted – båt båt – ud i verden i hans helt egen, hjemmebyggede sæbekassebil. |                  |                 |
| 5 | "Elgen"          |                 |
| Theodor er ude og fodre de store køer på marken. Oldefar fortæller, at han også har set et stort dyr her til morgen – en elg! Oldefar fortæller ”Tykke-historien” om, hvordan ham og Tykke engang klædte sig ud som ægte indianere og byggede en stor fælde, fordi de ville fange et stort dyr. Theodor beslutter sig for, at han vil fange Elgen. Han klæder sig ud som indianer og bygger en stor fælde, som han dækker til med lokkemad. Theodor venter og venter… men der sker ikke noget. Han er lige ved at give op; men så opdager han pludselig, at lokkemaden er spist. Theodor skynder sig at hente Oldefar, for han tør alligevel ikke at kigge ned i fælden alene, for tænk nu hvis han virkelig har fanget en kæmpestor elg! Sammen kigger Theodor og Oldefar ned i fælden; men det er heldigvis bare Oldefars nysgerrige kat, som er gået i fælden.                                                                         |                  |                 |
| 6 | "Riddere"        |                 |
| Theodor kigger på Oldefars fine, gamle riddersværd, som hænger på væggen. Han prøver at få det ned, uden at Oldefar opdager det; men Oldefar ser det og siger, at sværdet ikke er noget legesværd. Oldefar fortæller med stor ærefrygt, at man skal gøre sig fortjent til et sværd. Oldefar fortæller ”Tykke-historien” om dengang, da ham og Tykke klædte sig ud som ægte riddere og udførte ridderlige gerninger. Theodor vil også være en ægte ridder. Han laver en kappe ud af et gammelt gardin og en flot rustning ud af grillbakker. Men hvordan gør han sig fortjent til et sværd? Theodor spørger Oldefar, om han kan gøre en ridderlig gerning for ham, og det kan han bestemt. Theodor hjælper Oldefar med at bære brænde ind, og så bliver han kåret til ægte ridder. Oldefar og Theodor slutter dagen af med en duel – med legesværd!                                                                                        |                  |                 |
| 7 | "Hulen"          |                 |
| Da Theodor spørger Oldefar, om han vil fortælle en ”Tykke-historie”, skal Oldefar lige gøre en masse voksenting først. Men da Oldefar har barberet sig og ordnet sig, fortæller han ”Tykke-historien” om dengang, da ham og Tykke flyttede hjemmefra og byggede en hule ude i skoven. Theodor bliver inspireret og pakker sin taske og begiver sig af sted mod skoven, mens han synger den spejdersang, som Oldefar har lært ham. Han bygger en flot hule; men da dagen er ved at være omme, bliver Oldefar pludselig urolig – for hvor er Theodor henne? Heldigvis ved Oldefars kat godt, hvor Theodor er, og Oldefar er meget imponeret over den flotte hule, som Theodor har bygget. Theodor og Oldefar slutter dagen med at grille pølser over bål, mens de synger spejdersange og hygger sig i flammernes skær. |                  |                 |
| 8 | "Vaffelbageriet" |                 |
| Da Theodor vil tage sin morgenmad, ser han en fristende Nutellamad på køkkenbordet. Han kan ikke dy sig og spiser den. Oldefar kommer ud i køkkenet og opdager, at hans Nutellamad er væk. Theodor lyver og siger, at det var en ulv, som tog den. Men det synes Oldefar lyder som lidt af en røverhistorie! Oldefar fortæller, at hans legekammerat Tykke også altid var meget lækkersulten – ligesom Theodor – og engang bagte de et helt læs vafler, selvom de ikke måtte, fordi de var så lækkersultne. Theodor og Oldefar bager deres egne vafler; men midt under vaffelbagningen kommer der nogen. Og det er rent faktisk en ulv! Oldefar og Theodor skynder sig at lukke døren, så den ikke kan komme ind og tage deres vafler. De spiser vaflerne med god appetit. Men da fadet er ved at være tømt, synes Theodor alligevel, at det er synd for ulven, at den ikke får nogle – og Theodor sætter den sidste vaffel ud til ulven. |                  |                 |